# Anne Neville, 16. Countess of Warwick
Anne Neville, 16. Countess of Warwick (geb. Lady Anne Beauchamp; * 1426; † September 1492), war eine englische Adlige.

## Herkunft, Verwandtschaft, Ehe und Kinder
Sie war die Tochter von Richard Beauchamp, 13. Earl of Warwick, aus dessen zweiter Ehe mit Isabel le Despenser, 5. Baroness Burghersh.
Sie hatte einen Bruder Henry de Beauchamp, 1. Duke of Warwick, und drei Halbschwestern aus der ersten Ehe ihres Vaters. Nachdem 1439 ihr Vater, 1446 ihr Bruder und 1449 auch dessen einziges Kind Anne Beauchamp, 15. Countess of Warwick starben, erbte sie deren Besitzungen und den Adelstitel Countess of Warwick.
Seit 1434 war sie mit Richard Neville verheiratet, der aus ihrem Recht nun den Titel 16. Earl of Warwick führte. Aus der Ehe gingen zwei Töchter hervor: Lady Isabella Neville (1451–1476) und Lady Anne Neville (1456–1485), die ihr Vater mit den Brüdern Eduards IV., George Plantagenet, 1. Duke of Clarence, und Richard, Duke of Gloucester, verheiraten wollte. Da ihr Gatte entscheidend an der Thronbesteigung Eduards IV. mitgewirkt hatte, führte die Weigerung des Königs, diese Ehen zu genehmigen, mit anderen schwerwiegenden Verwerfungen zum endgültigen Bruch zwischen ihrem Gatten und Eduard IV. Anne und die beiden Kinder begleiteten ihn 1469 ins Exil nach Frankreich. Isabella heiratete den ebenfalls abgefallenen Duke of Clarence im gleichen Jahr, die jüngere Tochter wurde mit Edward of Westminster, dem Sohn von Heinrich VI., verheiratet.

## Der Untergang des Hauses Neville
Nach der kurzen Restauration des Königshauses Lancaster 1470/71 lief zunächst Annes Schwiegersohn George Plantagenet, 1. Duke of Clarence, zu Eduard IV. über, anschließend fiel ihr Mann in der Schlacht von Barnet. Ihr zweiter Schwiegersohn Edward of Westminster starb in der entscheidenden Schlacht von Tewkesbury. Anne floh daraufhin ins Kirchenasyl in Beaulieu Abbey. In der Folge wurden ihr die Güter der Familie Beauchamp, die sie durch ihre Erbschaft in die Ehe eingebracht hatte, entzogen. Plantagenet okkupierte die verfallenen Besitztümer der Familie Neville und forderte im Namen seiner Frau auch die Rechte an den Besitztümern seiner Schwiegermutter. Ihm erwuchs ein Kontrahent durch seinen Bruder Richard, Duke of Gloucester, der 1472 als dessen zweiter Ehemann Annes gleichnamige Tochter (Anne Neville) heiratete, so dass nun zwei Brüder, gemeinsam mit zwei Schwestern, gegeneinander Ansprüche auf die Güter ihrer noch lebenden Mutter und Schwiegermutter erhoben.

## Vergeblicher Kampf um ihre Besitzungen
Anne durfte das Kirchenasyl nicht verlassen und wandte sich mit Petitionen an den König, die Königin Elizabeth Woodville, die Mutter des Königs, Cecily Neville, die Mutter der Königin, Jacquetta von Luxemburg, die älteste Tochter des Königs, Elizabeth of York, die Schwestern des Königs, Anne, Duchess of Exeter, und Elisabeth, Duchess of Suffolk, sowie weitere führende Damen des Königreiches. Sie hoffte, Fürsprache bei einigen der Angeschriebenen zu erhalten, da beispielsweise Cecily Neville, Jacquetta von Luxemburg und Anne Plantagenet alle selbst nach dem Tod oder der Enteignung ihrer Ehemänner um den Erhalt ihrer Güter ringen mussten. Doch sie gewann keine entscheidende Unterstützung, auch wenn sie 1473 vom Kirchenasyl nach Middleham, ehemals Besitztum der Nevilles und nun im Besitz des Duke of Gloucester, überführt wurde.
Auch ihre Petitionen an das Parlament blieben erfolglos, und im Mai 1474 erklärte dasselbe, es sei so zu verfahren, also ob die Countess gestorben sei (... as if the said Countess were now naturally dead). Annes Erbschaft wurde nun endgültig zwischen ihren Schwiegersöhnen aufgeteilt.
1484 ist nachgewiesen, das Anne einen jährlichen Rentenbetrag von ₤80 erhielt. Sie scheint zu dieser Zeit nicht mehr in Gefangenschaft gewesen zu sein, wobei ihr Geld nicht von einem ihrer früheren Güter kam, sondern aus dem Umfeld Richards III. Anne heiratete nicht mehr, überlebte ihre Töchter und Schwiegersöhne sowie mehrere Enkelkinder. Sie starb im Alter von 66 Jahren. Der Titel ging auf ihren Enkel Edward über.